# Окситетрафторид рения
Окситетрафторид рения — неорганическое соединение, оксосоль металла рения и плавиковой кислоты с формулой ReOF4,
бесцветные или синие кристаллы.

## Получение
- Гидролиз фторида рения(VI):

{\displaystyle {\mathsf {ReF_{6}+H_{2}O\ {\xrightarrow {}}\ ReOF_{4}+2HF}}}
- Действие на нагретый рений смеси фтора и кислорода с последующей фракционной перегонкой в вакууме:

{\displaystyle {\mathsf {Re+F_{2}+O_{2}\ {\xrightarrow {125-300^{o}C}}\ ReF_{6},ReOF_{4},ReO_{2}F_{2}}}}

## Физические свойства
Окситетрафторид рения образует бесцветные или синие кристаллы.